# Тимпаче (гурт)
ТИМПАЧЕ (також teampache) — український рок-гурт, заснований 2015 року у Києві. Учасники фестивалів: Gogolfest, Play Music Stop Violence, Kiev Vegan Boom. Основну популярність та прихильність ЗМІ здобули після випуску дебютного альбому «23».

## Біографія
Всі учасники гурту з дитинства проживають у місті Києві та є ровесниками. Фронтмен Володимир Колотуша та ударник Артем Морий познайомились 2013 року під час навчання у Фінансово-правовому коледжі за напрямом «правознавство». Згодом до них приєднався гітарист Орест Григорець та бас-гітарист Максим Горовий, єдиний, хто мав музичну освіту.
2017 року вийшов дебютний сингл «Подол», підкріплений відеокліпом. Того ж року гурт виступив на розігріві у білоруського гурту Akute.
У квітні 2018 року гурт провів «тур вулицями Києва».
Після підписання продюсерського контракту з Денисом Ямбором, який став саундпродюсером гурту та займався його просуванням, у кінці 2018 року було записано сингл «Птахи». У вересні 2019 року до нього було знято відео, яке за два місяці зібрало 339 тис. переглядів на YouTube.
У жовтні 2019 року був презентований дебютний альбом «23», що містив 14 композицій і був записаний на студії звукозапису Звукоцех. Того ж місяця було випущено третю відеороботу — до пісні «Венера», яка за два місяці зібрала 425 тис. переглядів. Наприкінці жовтня вокаліст Володимир Колотуша був запрошений на інтерв'ю до радіопрограми Олександра Положинського.
7 листопада 2019 року Колотуша та Григорець дали інтерв'ю на «Українському радіо». Того ж місяця гурт у повному складі дав відео-інтерв'ю українському порталу «Tochka.net».
5 грудня виступили на розігріві в O.Torvald у клубі «Stereo Plaza».
11 грудня 2019 року колектив дав інтерв'ю в рамках музичної рубрики програми «Новий день» телеканалу «Прямий», де виконав акустичну версію відомої пісні «Птахи».
Також, з грудня 2019 року музика гурту лунає на Радіо Рокс.
В жовтні 2020 року фронтмен Володимир Колотуша анонсував альбом, який повинен вийти в наступному році, раз з цим було анонсовано і сингл з альбому. 30 жовтня було випущено сингл під назвою "Чорна гора". 18 грудня вийшов сингл "Тишина".
У травні 2021 року вийшов другий студійний альбом «Зі Швидкістю Світла», який на даний момент є останнім альбомом гурту.
У 2024 році стали одним із гуртів, чиї пісні «Квіти серед зими» та «Чорна гора» увійшли до саундтреку гри S.T.A.L.K.E.R. 2: Серце Чорнобиля.

## Дискографія

### Студійні альбоми
- «23» (2019)
- «Зі Швидкістю Світла» (2021)

### Сингли
- «Подол» (2017)
- «Рожеві окуляри» (2018)
- «Птахи» (2019)
- «Венера» (2019)
- «Чорна гора» (2020)
- «Тишина» (2020)

### Відеокліпи
| Рік  | Назва    | Посилання                                      |
| ---- | -------- | ---------------------------------------------- |
| 2017 | «Подол»  | [Архівовано 13 грудня 2019 у Wayback Machine.] |
| 2019 | «Птахи»  | [Архівовано 25 грудня 2019 у Wayback Machine.] |
| 2019 | «Венера» | [Архівовано 13 грудня 2019 у Wayback Machine.] |

## Склад гурту
- Володимир Колотуша (нар. 8 квітня 1996) — вокал
- Максим Горовий(нар. 13 вересня 1995) — бас-гітара
- Орест Григорець (нар. 2 лютого 1996)  — гітара
- Артем Морий — барабани

## Цікаві факти
- Всім учасникам гурту на момент виходу альбому «23» було по 23 роки.
- Через зовнішньої схожості фронтмена зі Святославом Вакарчуком, деякі ЗМІ називають гурт «новим Океаном Ельзи»[17].